# Света Богородица (Каменец Подолски)
„Света Богородица“ е арменска църква, съществувала в град Каменец Подолски, днешна Украйна, в периода от 1522 до 1672 година.

## Предистория
Според различни източници арменците се заселват в Каменец Подолски през XI – XIII век. През 17 век в града вече има 1200 арменски семейства. Съставлявайки значителна част от населението на Каменец Подолски и заемайки голяма част от града, арменците се заселват главно в югоизточната му част. В днешно време все още съществува квартал, известен сред местните като Арменския. В тази част на града, в допълнение към административните и търговските сгради на арменската общност, са били разположени основните арменски храмове.

## История на църквата
Църквата „Света Богородица“ е построена през 1522 г. на мястото на по-стара дървена църква, която поради малките си размери не отговаряла на нуждите на арменската колония. Разходите за строителството са осигурени от Еолбей, който е подпомогнат и раздаден от членове на „Съвета на Четиридесетте братя“ и други богати хора от Каменец.. През 1570 г. към църквата са добавени параклис и арка. В запазените записи, създадени в Каменец Подолски, писари споменават църквата „Св. Богородица“ като доминираща сред арменските храмове на града. През 1636 г. това е отбелязано от преписвачите на книги и канони Хачатур дпир и Хачерес.. В същото време префектът А. Пиду, автор на кратък очерк за историята на въвеждането на унията сред арменците, пише:
| „ | Църквата Успение [на пресвета Богородица], е катедрална | “ |

Църквата Св. Богородица е унищожена през 1672 г. по време на обстрела на града от турски войски. Арменският историк и пътешественик Минас Бжишкян (1777 – 1851), който посещава града, описа в труда си все още видимите руини на храма.